# Allan Simonsen
Allan Rodenkam Simonsen (Vejle, 15 dicembre 1952) è un ex calciatore e allenatore di calcio danese, di ruolo attaccante.
Considerato uno dei più forti giocatori danesi della storia del calcio, occupa l'87ª posizione nella speciale classifica dei migliori calciatori di tutti i tempi stilata dalla rivista Fourfourtwo. Vincitore del Pallone d'oro nel 1977, è stato inserito in totale per cinque volte tra i candidati alla vittoria del premio arrivando a raggiungere anche la terza posizione nel 1983.
Detiene il record di unico calciatore ad aver segnato nelle finali delle tre maggiori competizioni europee, ossia Coppa dei Campioni, Coppa UEFA e Coppa delle Coppe. Nel 1973 è stato inoltre insieme ad Henning Jensen il primo giocatore danese a disputare una finale di Coppa UEFA. Dopo il ritiro, è entrato a far parte della Hall of fame del calcio danese.
Nell'arco della sua carriera ha vestito principalmente le maglie di Vejle, Borussia Mönchengladbach e Barcellona, vincendo a livello internazionale due Coppe UEFA con il club tedesco ed una Coppa delle Coppe con il club spagnolo.

## Carriera

### Giocatore

#### Club

##### Vejle BK
Iniziò la carriera nelle giovanili del Vejle nel 1963. Il suo debutto in prima squadra avvenne nel marzo 1971. Con il club vinse nel 1971 e nel 1972 il campionato danese, e nel 1972 anche la coppa nazionale. Dopo aver segnato tre reti in sei partite nell'olimpiade del 1972, fu acquistato dal Borussia Mönchengladbach, club della Bundesliga tedesca.

##### Borussia Mönchengladbach

Il goal di Simonsen contro il Liverpool nella finale della Coppa dei Campioni 1976-1977

Nel 1972 si trasferì in Germania, al Borussia Mönchengladbach. Nelle due prime stagioni fece fatica ad ambientarsi e in totale collezionò 17 presenze e realizzò 2 reti. Tuttavia fece parte della squadra che vinse la Coppa di Germania nel 1973. Nella stagione 1974-1975 vi fu la svolta; con 34 presenze e 18 reti contribuì all'assegnazione al Borussia del titolo di campione di Germania.
Nello stesso anno vinse la Coppa UEFA, segnando 10 volte in 12 partite, comprese due reti nella finale contro il Twente, mentre nella stagione seguente rivinse il campionato segnando 16 reti. Nonostante le sue 4 realizzazioni in sei partite, la squadra fu eliminata ai quarti di finale di Coppa dei campioni dal Real Madrid.
Il 1977 fu il miglior anno per la carriera di Simonsen, realizzò 12 reti nel campionato e vinse il titolo di campione di Germania per la terza volta. Il Borussia arrivò inoltre alla finale di Coppa dei campioni, in cui perse 3-1 contro il Liverpool nonostante un suo gran gol che sancì il momentaneo 1-1. Vinse nello stesso anno il Pallone d'oro, primo danese a riuscirci.
Nelle due seguenti stagioni continuò a segnare diverse reti ma la squadra si fermò in campionato rispettivamente al secondo e all'ottavo posto. Vinse comunque la Coppa UEFA 1978-1979, torneo in cui segnò 8 gol in 8 partite. Nella finale contro la Stella Rossa Belgrado segnò il gol decisivo della vittoria.

##### Barcellona
Nel 1978 venne acquistato dal Barcellona, con cui Simonsen giocò tre stagioni. Nella prima segnò 10 reti in 32 partite di campionato, nel quale la squadra fini quarta. Nella stagione successiva vinse la Coppa del Re e segnò 10 reti, ma il Barcellona finì quinto in campionato. L'anno dopo la squadra arrivò seconda, ma vinse la Coppa delle Coppe 1981-1982 e Simonsen segnò in finale il gol decisivo per la vittoria.

##### Charlton e ritorno a Vejle
Dopo l'arrivo nel 1982 nella squadra catalana di Diego Armando Maradona, il giocatore danese giocò appena due partite e chiese di andarsene, ottenendo la rescissione del contratto. Si trasferì per 300 000 sterline nell'ottobre di quell'anno al Charlton Athletic, militante nel campionato cadetto inglese. Dopo aver segnato nove reti in 16 partite, il club si rese conto di non poter pagare il suo ingaggio e all'inizio del 1983 Simonsen tornò al suo primo club, il Vejle Boldklub. A fine anno finì terzo nella classifica del Pallone d'oro 1983 grazie alla qualificazione alla fase finale degli Europei del 1984 raggiunta con la Danimarca. Il grave infortunio che ebbe durante la fase finale della manifestazione lo costrinse a saltare la seconda parte della stagione, ma il Vejle riuscì comunque a vincere il campionato. Rimase sino a fine carriera nella squadra danese e giocò la sua ultima partita ufficiale nel novembre del 1989.

#### Nazionale
Fece il suo debutto in nazionale in un'amichevole contro l'Islanda nel 1972. Rappresentò il suo Paese alle Olimpiadi del 1972 di Monaco di Baviera e durante i sei incontri disputati nella manifestazione segnò tre goal, di cui due nel vittorioso incontro inaugurale contro il Brasile a Passau. La Danimarca non riuscì ad arrivare in zona medaglia nonostante fosse stata l'unica nazionale a non perdere (pareggio 1-1) con la Polonia, vincitrice della medaglia d'oro.
Sotto la guida dell'allenatore Sepp Piontek, la Danimarca si qualificò alla fase finale del campionato d'Europa 1984 ai danni dell'Inghilterra, staccata di un punto nel girone di qualificazione. Simonsen segnò uno dei suoi più importanti goal in nazionale con il rigore che permise ai danesi di vincere 1-0 a Wembley. Simonsen si ruppe una gamba nella prima partita della fase finale del torneo, persa 1-0 contro la Francia. Nonostante la sua assenza la squadra arrivò alle semifinali. Partecipò poi alla fase finale, la prima raggiunta dalla nazionale danese, del campionato del mondo 1986. Nella manifestazione collezionò una sola presenza, subentrando nella ripresa nella partita finale della fase a gironi contro la Germania Ovest. Nel settembre del 1986 giocò la sua ultima partita in nazionale, di nuovo contro la Germania Ovest.
Con la Nazionale danese scese in campo in totale 55 volte e segnò 20 gol; fu inoltre tra i convocati della Selezione Europea nella gara ufficiale contro la Nazionale italiana del 25 febbraio 1981 allo Stadio Olimpico di Roma, il 383º incontro disputato dagli azzurri, organizzata per raccogliere fondi in favore delle vittime del terremoto dell'Irpinia: la gara si concluse con la vittoria per 3-0 della Selezione Europea e Simonsen giocò il primo tempo, segnando al 32º minuto il primo gol della partita.

### Allenatore
Dopo il ritiro dal calcio giocato, Simonsen fu allenatore del Vejle Boldklub dal 1991 al 1994, periodo nel quale il club fu retrocesso nella seconda serie danese. Successivamente allenò la nazionale delle Isole Fær Øer dal 1994 al 2001 e quella del Lussemburgo dal 2001 al 2004. Nel 2011 fu nominato general manager del club di prima divisione FC Fredericia. Con l'esonero dell'allenatore Thomas Thomasberg nell'aprile 2013, gli viene temporaneamente affidata la panchina insieme a Steen Thychosen. A fine stagione si dimette dai due incarichi.

## Statistiche

### Presenze e reti nei club
Statistiche al termine della carriera da calciatore.
| Stagione                        | Squadra                         | Campionato                      | Campionato | Campionato | Coppe nazionali | Coppe nazionali | Coppe nazionali | Coppe continentali | Coppe continentali | Coppe continentali | Altre coppe | Altre coppe | Altre coppe | Totale | Totale |
| Stagione                        | Squadra                         | Comp                            | Pres       | Reti       | Comp            | Pres            | Reti            | Comp               | Pres               | Reti               | Comp        | Pres        | Reti        | Pres   | Reti   |
| ------------------------------- | ------------------------------- | ------------------------------- | ---------- | ---------- | --------------- | --------------- | --------------- | ------------------ | ------------------ | ------------------ | ----------- | ----------- | ----------- | ------ | ------ |
| 1971                            | Vejle                           | 1D                              | 22         | 6          | DBU             | ?               | ?               | -                  | -                  | -                  | -           | -           | -           | 22+    | 6+     |
| ago.-dic.1972                   | Vejle                           | 1D                              | 20         | 10         | DBU             | ?               | ?               | CC                 | 2                  | 0                  | -           | -           | -           | 22+    | 10+    |
| gen.-giu.1973                   | Borussia Mönchengladbach        | BL                              | 8          | 0          | CG+CdL          | 2+3             | 0+0             | CU                 | 2                  | 0                  | -           | -           | -           | 15     | 0      |
| 1973-1974                       | Borussia Mönchengladbach        | BL                              | 9          | 2          | CG              | 2               | 0               | CdC                | 4                  | 3                  | -           | -           | -           | 15     | 5      |
| 1974-1975                       | Borussia Mönchengladbach        | BL                              | 34         | 18         | CG              | 2               | 1               | CU                 | 12                 | 10                 | -           | -           | -           | 48     | 29     |
| 1975-1976                       | Borussia Mönchengladbach        | BL                              | 34         | 16         | CG              | 4               | 1               | CC                 | 6                  | 4                  | -           | -           | -           | 44     | 21     |
| 1976-1977                       | Borussia Mönchengladbach        | BL                              | 34         | 12         | CG              | 1               | 0               | CC                 | 9                  | 2                  | -           | -           | -           | 44     | 14     |
| 1977-1978                       | Borussia Mönchengladbach        | BL                              | 31         | 17         | CG              | 5               | 3               | CC                 | 6                  | 5                  | CI          | 1           | 0           | 43     | 25     |
| 1978-1979                       | Borussia Mönchengladbach        | BL                              | 28         | 11         | CG              | 3               | 3               | CU                 | 10                 | 9                  | -           | -           | -           | 41     | 23     |
| Totale Borussia Mönchengladbach | Totale Borussia Mönchengladbach | Totale Borussia Mönchengladbach | 178        | 76         |                 | 22              | 8               |                    | 51                 | 33                 |             | 1           | 0           | 250    | 117    |
| 1979-1980                       | Barcellona                      | PD                              | 32         | 10         | CR              | 2               | 0               | CdC                | 5                  | 4                  | SU          | 2           | 0           | 41     | 14     |
| 1980-1981                       | Barcellona                      | PD                              | 33         | 10         | CR              | 9               | 2               | CU                 | 2                  | 0                  | -           | -           | -           | 44     | 12     |
| 1981-1982                       | Barcellona                      | PD                              | 33         | 11         | CR              | 2               | 0               | CdC                | 9                  | 5                  | -           | -           | -           | 44     | 16     |
| Totale Barcellona               | Totale Barcellona               | Totale Barcellona               | 98         | 31         |                 | 13              | 2               |                    | 16                 | 9                  |             | 2           | 0           | 129    | 42     |
| 1982-1983                       | Charlton Athletic               | SD                              | 16         | 9          | FACup+CdL       | 1+2             | 0+0             | -                  | -                  | -                  | -           | -           | -           | 19     | 9      |
| 1983                            | Vejle                           | 1D                              | 28         | 13         | DBU             | ?               | ?               | -                  | -                  | -                  | -           | -           | -           | 28+    | 13+    |
| 1984                            | Vejle                           | 1D                              | 13         | 6          | DBU             | ?               | ?               | -                  | -                  | -                  | -           | -           | -           | 13+    | 6+     |
| 1985                            | Vejle                           | 1D                              | 30         | 16         | DBU             | ?               | ?               | Int.               | 1                  | 0                  | -           | -           | -           | 31+    | 16+    |
| 1986                            | Vejle                           | 1D                              | 24         | 13         | DBU             | ?               | ?               | CC                 | 2                  | 1                  | -           | -           | -           | 26+    | 14+    |
| 1987                            | Vejle                           | 1D                              | 25         | 13         | DBU             | ?               | ?               | -                  | -                  | -                  | -           | -           | -           | 25+    | 13+    |
| 1988                            | Vejle                           | 1D                              | 23         | 4          | DBU             | ?               | ?               | Int.               | 3                  | 0                  | -           | -           | -           | 26+    | 4+     |
| 1989                            | Vejle                           | 1D                              | 23         | 5          | DBU             | ?               | ?               | -                  | -                  | -                  | -           | -           | -           | 23+    | 5+     |
| Totale Vejle                    | Totale Vejle                    | Totale Vejle                    | 208        | 86         |                 | ?               | ?               |                    | 8                  | 1                  |             |             |             | 216+   | 87+    |
| Totale carriera                 | Totale carriera                 | Totale carriera                 | 500        | 202        |                 | 38+             | 10+             |                    | 75                 | 43                 |             | 3           | 0           | 616+   | 255+   |

### Cronologia presenze e punti in nazionale
| Cronologia completa delle presenze e delle reti in nazionale ― Danimarca | Cronologia completa delle presenze e delle reti in nazionale ― Danimarca | Cronologia completa delle presenze e delle reti in nazionale ― Danimarca | Cronologia completa delle presenze e delle reti in nazionale ― Danimarca | Cronologia completa delle presenze e delle reti in nazionale ― Danimarca | Cronologia completa delle presenze e delle reti in nazionale ― Danimarca | Cronologia completa delle presenze e delle reti in nazionale ― Danimarca | Cronologia completa delle presenze e delle reti in nazionale ― Danimarca |
| Data                                                                     | Città                                                                    | In casa                                                                  | Risultato                                                                | Ospiti                                                                   | Competizione                                                             | Reti                                                                     | Note                                                                     |
| ------------------------------------------------------------------------ | ------------------------------------------------------------------------ | ------------------------------------------------------------------------ | ------------------------------------------------------------------------ | ------------------------------------------------------------------------ | ------------------------------------------------------------------------ | ------------------------------------------------------------------------ | ------------------------------------------------------------------------ |
| 3-7-1972                                                                 | Reykjavík                                                                | Islanda                                                                  | 2 – 5                                                                    | Danimarca                                                                | Amichevole                                                               | 2                                                                        |                                                                          |
| 16-8-1972                                                                | Copenaghen                                                               | Danimarca                                                                | 3 – 0                                                                    | Messico                                                                  | Amichevole                                                               | -                                                                        |                                                                          |
| 27-8-1972                                                                | Passavia                                                                 | Brasile                                                                  | 2 – 3                                                                    | Danimarca                                                                | Olimpiadi 1972 - 1º turno                                                | 2                                                                        |                                                                          |
| 29-8-1972                                                                | Augusta                                                                  | Iran                                                                     | 0 – 4                                                                    | Danimarca                                                                | Olimpiadi 1972 - 1º turno                                                | 1                                                                        |                                                                          |
| 31-8-1972                                                                | Augusta                                                                  | Danimarca                                                                | 0 – 2                                                                    | Ungheria                                                                 | Olimpiadi 1972 - 1º turno                                                | -                                                                        | Ammonizione                                                              |
| 3-9-1972                                                                 | Ratisbona                                                                | Danimarca                                                                | 1 – 1                                                                    | Polonia                                                                  | Olimpiadi 1972 - 2º turno                                                | -                                                                        |                                                                          |
| 5-9-1972                                                                 | Passavia                                                                 | Marocco                                                                  | 1 – 3                                                                    | Danimarca                                                                | Olimpiadi 1972 - 2º turno                                                | -                                                                        | 46’                                                                      |
| 8-9-1972                                                                 | Augusta                                                                  | Unione Sovietica                                                         | 4 – 0                                                                    | Danimarca                                                                | Olimpiadi 1972 - 2º turno                                                | -                                                                        | 46’                                                                      |
| 4-10-1972                                                                | Copenaghen                                                               | Danimarca                                                                | 1 – 1                                                                    | Svizzera                                                                 | Amichevole                                                               | -                                                                        |                                                                          |
| 3-9-1974                                                                 | Copenaghen                                                               | Danimarca                                                                | 9 – 0                                                                    | Indonesia                                                                | Amichevole                                                               | 1                                                                        | 70’                                                                      |
| 25-9-1974                                                                | Copenaghen                                                               | Danimarca                                                                | 1 – 2                                                                    | Spagna                                                                   | Qual. Euro 1976                                                          | -                                                                        |                                                                          |
| 3-9-1975                                                                 | Copenaghen                                                               | Danimarca                                                                | 0 – 1                                                                    | Scozia                                                                   | Qual. Euro 1976                                                          | -                                                                        |                                                                          |
| 23-5-1976                                                                | Limassol                                                                 | Cipro                                                                    | 1 – 5                                                                    | Danimarca                                                                | Qual. Euro 1976                                                          | 1                                                                        |                                                                          |
| 17-11-1976                                                               | Lisbona                                                                  | Portogallo                                                               | 1 – 0                                                                    | Danimarca                                                                | Qual. Mondiali 1978                                                      | -                                                                        |                                                                          |
| 1-5-1977                                                                 | Copenaghen                                                               | Danimarca                                                                | 1 – 2                                                                    | Polonia                                                                  | Qual. Mondiali 1978                                                      | 1                                                                        |                                                                          |
| 15-6-1977                                                                | Copenaghen                                                               | Danimarca                                                                | 2 – 1                                                                    | Svezia                                                                   | Campionato nordico di calcio                                             | 1                                                                        |                                                                          |
| 20-9-1978                                                                | Copenaghen                                                               | Danimarca                                                                | 3 – 4                                                                    | Inghilterra                                                              | Qual. Euro 1980                                                          | 1                                                                        |                                                                          |
| 2-5-1979                                                                 | Dublino                                                                  | Irlanda                                                                  | 2 – 0                                                                    | Danimarca                                                                | Qual. Euro 1980                                                          | -                                                                        |                                                                          |
| 6-6-1979                                                                 | Copenaghen                                                               | Danimarca                                                                | 4 – 0                                                                    | Irlanda del Nord                                                         | Qual. Euro 1980                                                          | 1                                                                        | cap.                                                                     |
| 12-9-1979                                                                | Londra                                                                   | Inghilterra                                                              | 1 – 0                                                                    | Danimarca                                                                | Qual. Euro 1980                                                          | -                                                                        |                                                                          |
| 31-10-1979                                                               | Sofia                                                                    | Bulgaria                                                                 | 3 – 0                                                                    | Danimarca                                                                | Qual. Euro 1980                                                          | -                                                                        |                                                                          |
| 7-5-1980                                                                 | Göteborg                                                                 | Svezia                                                                   | 0 – 1                                                                    | Danimarca                                                                | Campionato nordico di calcio                                             | -                                                                        |                                                                          |
| 21-5-1980                                                                | Copenaghen                                                               | Danimarca                                                                | 2 – 2                                                                    | Spagna                                                                   | Amichevole                                                               | 1                                                                        |                                                                          |
| 4-6-1980                                                                 | Copenaghen                                                               | Danimarca                                                                | 3 – 1                                                                    | Norvegia                                                                 | Campionato nordico di calcio                                             | -                                                                        |                                                                          |
| 15-10-1980                                                               | Copenaghen                                                               | Danimarca                                                                | 0 – 1                                                                    | Grecia                                                                   | Qual. Mondiali 1982                                                      | -                                                                        |                                                                          |
| 19-11-1980                                                               | Copenaghen                                                               | Danimarca                                                                | 4 – 0                                                                    | Lussemburgo                                                              | Qual. Mondiali 1982                                                      | 1                                                                        |                                                                          |
| 15-4-1981                                                                | Copenaghen                                                               | Danimarca                                                                | 2 – 1                                                                    | Romania                                                                  | Amichevole                                                               | 1                                                                        |                                                                          |
| 1-5-1981                                                                 | Lussemburgo                                                              | Lussemburgo                                                              | 1 – 2                                                                    | Danimarca                                                                | Qual. Mondiali 1982                                                      | -                                                                        | 60’                                                                      |
| 3-6-1981                                                                 | Copenaghen                                                               | Danimarca                                                                | 3 – 1                                                                    | Italia                                                                   | Qual. Mondiali 1982                                                      | -                                                                        |                                                                          |
| 26-8-1981                                                                | Copenaghen                                                               | Danimarca                                                                | 3 – 1                                                                    | Islanda                                                                  | Amichevole                                                               | 2                                                                        |                                                                          |
| 9-9-1981                                                                 | Copenaghen                                                               | Danimarca                                                                | 1 – 2                                                                    | Jugoslavia                                                               | Qual. Mondiali 1982                                                      | -                                                                        |                                                                          |
| 23-9-1981                                                                | Brøndby                                                                  | Danimarca                                                                | 2 – 1                                                                    | Norvegia                                                                 | Amichevole                                                               | -                                                                        | 85’                                                                      |
| 14-10-1981                                                               | Salonicco                                                                | Grecia                                                                   | 2 – 3                                                                    | Danimarca                                                                | Qual. Mondiali 1982                                                      | -                                                                        |                                                                          |
| 11-8-1982                                                                | Copenaghen                                                               | Danimarca                                                                | 3 – 2                                                                    | Finlandia                                                                | Amichevole                                                               | -                                                                        | 79’                                                                      |
| 27-4-1983                                                                | Copenaghen                                                               | Danimarca                                                                | 1 – 0                                                                    | Grecia                                                                   | Qual. Euro 1984                                                          | -                                                                        | 80’                                                                      |
| 1-6-1983                                                                 | Copenaghen                                                               | Danimarca                                                                | 3 – 1                                                                    | Ungheria                                                                 | Qual. Euro 1984                                                          | 1                                                                        |                                                                          |
| 7-9-1983                                                                 | Copenaghen                                                               | Danimarca                                                                | 3 – 1                                                                    | Francia                                                                  | Amichevole                                                               | -                                                                        | cap.                                                                     |
| 21-9-1983                                                                | Londra                                                                   | Inghilterra                                                              | 0 – 1                                                                    | Danimarca                                                                | Qual. Euro 1984                                                          | 1                                                                        |                                                                          |
| 12-10-1983                                                               | Lussemburgo                                                              | Lussemburgo                                                              | 0 – 6                                                                    | Danimarca                                                                | Qual. Euro 1984                                                          | 1                                                                        |                                                                          |
| 26-10-1983                                                               | Budapest                                                                 | Ungheria                                                                 | 1 – 0                                                                    | Danimarca                                                                | Qual. Euro 1984                                                          | -                                                                        |                                                                          |
| 16-11-1983                                                               | Atene                                                                    | Grecia                                                                   | 0 – 2                                                                    | Danimarca                                                                | Qual. Euro 1984                                                          | 1                                                                        | 89’                                                                      |
| 14-3-1984                                                                | Rotterdam                                                                | Paesi Bassi                                                              | 6 – 0                                                                    | Danimarca                                                                | Amichevole                                                               | -                                                                        | cap. 46’                                                                 |
| 11-4-1984                                                                | Valencia                                                                 | Spagna                                                                   | 2 – 0                                                                    | Danimarca                                                                | Amichevole                                                               | -                                                                        | cap. 81’                                                                 |
| 16-5-1984                                                                | Praga                                                                    | Cecoslovacchia                                                           | 1 – 0                                                                    | Danimarca                                                                | Amichevole                                                               | -                                                                        | 46’                                                                      |
| 6-6-1984                                                                 | Stettino                                                                 | Svezia                                                                   | 0 – 1                                                                    | Danimarca                                                                | Amichevole                                                               | -                                                                        | 46’                                                                      |
| 8-6-1984                                                                 | Copenaghen                                                               | Danimarca                                                                | 1 – 1                                                                    | Bulgaria                                                                 | Amichevole                                                               | -                                                                        | 58’                                                                      |
| 12-6-1984                                                                | Parigi                                                                   | Francia                                                                  | 1 – 0                                                                    | Danimarca                                                                | Euro 1984 - 1º turno                                                     | -                                                                        | 46’                                                                      |
| 27-1-1985                                                                | Tegucigalpa                                                              | Honduras                                                                 | 1 – 0                                                                    | Danimarca                                                                | Amichevole                                                               | -                                                                        | cap. 46’                                                                 |
| 8-5-1985                                                                 | Copenaghen                                                               | Danimarca                                                                | 4 – 1                                                                    | Germania Ovest                                                           | Amichevole                                                               | -                                                                        | 46’                                                                      |
| 11-9-1985                                                                | Copenaghen                                                               | Danimarca                                                                | 0 – 3                                                                    | Svezia                                                                   | Amichevole                                                               | -                                                                        |                                                                          |
| 9-10-1985                                                                | Copenaghen                                                               | Danimarca                                                                | 0 – 0                                                                    | Svizzera                                                                 | Qual. Mondiali 1986                                                      | -                                                                        | 46’                                                                      |
| 26-3-1986                                                                | Belfast                                                                  | Irlanda del Nord                                                         | 1 – 1                                                                    | Danimarca                                                                | Amichevole                                                               | -                                                                        | 46’                                                                      |
| 9-4-1986                                                                 | Sofia                                                                    | Bulgaria                                                                 | 3 – 0                                                                    | Danimarca                                                                | Amichevole                                                               | -                                                                        | 69’                                                                      |
| 13-6-1986                                                                | Santiago de Querétaro                                                    | Danimarca                                                                | 2 – 0                                                                    | Germania Ovest                                                           | Mondiali 1986 - 1º turno                                                 | -                                                                        | 70’                                                                      |
| 24-9-1986                                                                | Copenaghen                                                               | Danimarca                                                                | 0 – 2                                                                    | Germania Ovest                                                           | Amichevole                                                               | -                                                                        | 20’                                                                      |
| Totale                                                                   |                                                                          | Presenze                                                                 | 55                                                                       |                                                                          | Reti                                                                     | 20                                                                       |                                                                          |

## Palmarès

### Club

#### Competizioni nazionali
- Campionato danese: 3

Vejle BK: 1970-1971, 1971-1972, 1983-1984
- Coppa di Danimarca: 1

Vejle BK: 1971-1972
- Campionato tedesco: 3

Borussia Mönchengladbach: 1974-1975, 1975-1976, 1976-1977
- Coppa di Germania: 1

Borussia Mönchengladbach: 1972-1973
- Coppa di Spagna: 1

Barcellona: 1980-1981

#### Competizioni Internazionali
- Coppa UEFA: 2

Borussia Mönchengladbach: 1974-1975, 1978-1979
- Coppa delle Coppe: 1

Barcellona: 1981-1982

### Individuale
- Pallone d'oro: 1

1977
- Onze de bronze: 1

1977
- Capocannoniere della Coppa UEFA: 1

1978-1979 (9 gol)